# Naruto: Shippuden (sezonul 21)
Naruto: Shippuden – Sezonul 21 (2016-2017)
Episoadele din sezonul douăzeci și unu al seriei anime Naruto: Shippuden se bazează pe partea a doua a seriei manga Naruto de Masashi Kishimoto. Sezonul douăzeci și unu din Naruto: Shippuden, serie de anime, este regizat de Hayato Date și produs de Studioul Pierrot și TV Tokyo și a început să fie difuzat pe data de 20 octombrie 2016 la TV Tokyo și s-a încheiat la data de 23 martie 2017.
Episoadele din sezonul douăzeci și unu al seriei anime Naruto: Shippuden fac referire la copilăria unor personaje principale, iar restul prezintă povestea lui Sasuke, Shikamaru și a Satului Frunzei.

## Lista episoadelor
| Nr. Ep. Original | Nr. Ep. Serie | Nr. Ep. Sezon | Titlu                                 | Apariție          |
| ---------------- | ------------- | ------------- | ------------------------------------- | ----------------- |
| 700              | 480           | 1             | Naruto – Hinata                       | 20 octombrie 2016 |
| 701              | 481           | 2             | Sasuke – Sakura                       | 27 octombrie 2016 |
| 702              | 482           | 3             | Gaara – Shikamaru                     | 3 noiembrie 2016  |
| 703              | 483           | 4             | Jiraiya – Kakashi                     | 10 noiembrie 2016 |
| 704              | 484           | 5             | Omul exploziv                         | 1 decembrie 2016  |
| 705              | 485           | 6             | Coloseum                              | 8 decembrie 2016  |
| 706              | 486           | 7             | Fushin                                | 15 decembrie 2016 |
| 707              | 487           | 8             | Ketsuryugan                           | 22 decembrie 2016 |
| 708              | 488           | 9             | Ultimul                               | 5 ianuarie 2017   |
| 709              | 489           | 10            | Statul de Afaceri                     | 12 ianuarie 2017  |
| 710              | 490           | 11            | Nori întunecați                       | 19 ianuarie 2017  |
| 711              | 491           | 12            | Nesăbuință                            | 26 ianuarie 2017  |
| 712              | 492           | 13            | Nor de suspiciune                     | 2 februarie 2017  |
| 713              | 493           | 14            | Răsărit                               | 9 februarie 2017  |
| 714              | 494           | 15            | Nunta lui Naruto                      | 16 februarie 2017 |
| 715              | 495           | 16            | Un cadou de nuntă cu drepturi depline | 16 februarie 2017 |
| 716              | 496           | 17            | Vapori și pilule de mâncare           | 23 februarie 2017 |
| 717              | 497           | 18            | Cadoul de nuntă de la Kazekage        | 2 martie 2017     |
| 718              | 498           | 19            | Ultima misiune                        | 9 martie 2017     |
| 719              | 499           | 20            | Rezultatul misiunii secrete           | 16 martie 2017    |
| 720              | 500           | 21            | Mesajul                               | 23 martie 2017    |